# Garnizon Włodzimierz Wołyński
Garnizon Włodzimierz Wołyński – garnizon wojskowy Rzeczypospolitej, garnizon wojsk rosyjskich, a po 1945 wojsk radzieckich; po 1991 ukraińskich.

## Garnizon Wojska Polskiego II RP
Prestiż miasta w okresie II Rzeczypospolitej podnosił fakt, że było ono garnizonem wojskowym. Stacjonowały w nim między innymi:
- 23 pułk piechoty im. płk. Leopolda Lisa-Kuli[1]
- Wołyńska Szkoła Podchorążych Rezerwy Artylerii
- 27 pułk artylerii lekkiej
- Komenda placu
- szwadron zapasowy 19 pułku Ułanów Wołyńskich

## Garnizon ukraiński
- 51 Brygada Zmechanizowana